# 시무라 켄
시무라 켄(일본어: 志村けん,  본명: 일본어: 志村康徳 시무라 야스노리[*], 1950년 2월 20일 ~ 2020년 3월 29일)은 일본의 개그맨, 영화감독, 텔레비전 진행자이다.

## 생애
시무라 켄은 1950년 도쿄에 태어나 도쿄도립 구루메 고등학교를 졸업했다. 일본의 콩트 그룹 자 도리후타즈의 멤버로 활동해 큰 인기를 얻었다. 1969년부터 1985년까지 일본 TBS 텔레비전 계열에서 방영한 장수 프로그램 8시다! 전원집합이 종영된 이후에는 카토짱 켄짱의 기분 좋은 TV, 다이죠부다아, 바보영주, 천재! 시무라 동물원으로 제2의 전성기를 맞게 되었다.
그와 카토 챠와 둘이서 콤비를 이루어 카토짱 켄짱의 기분 좋은 TV의 코너 중 하나인 '두 탐정 이야기'는 허드슨 소프트라는 게임개발업체에 의해 카토쨩 켄쨩이라는 롤플레잉 액션 게임으로 만들어졌다.
2020년 3월 17일 피로감, 19일 발열과 호흡곤란 증세를 겪었고 23일 코로나바이러스감염증-19 확진판정을 받았다. 입원하여 투병하다 3월 29일 70세의 나이로 사망하였다.